# Ahmedgarh
Ahmedgarh è una città dell'India di 28.007 abitanti, situata nel distretto di Sangrur, nello stato federato del Punjab. In base al numero di abitanti la città rientra nella classe III (da 20.000 a 49.999 persone).

## Geografia fisica
La città è situata a 30° 41' 14 N e 75° 49' 54 E.

## Società

### Evoluzione demografica
Al censimento del 2001 la popolazione di Ahmedgarh assommava a 28.007 persone, delle quali 14.946 maschi e 13.061 femmine. I bambini di età inferiore o uguale ai sei anni assommavano a 3.218, dei quali 1.813 maschi e 1.405 femmine. Infine, coloro che erano in grado di saper almeno leggere e scrivere erano 19.715, dei quali 11.100 maschi e 8.615 femmine.